# Катастрофа Ан-26 у Бангладеш
Катастрофа Ан-26 у Бангладеш — авіаційна катастрофа транспортного літака Ан-26, який належав приватній бангладешській авіакомпанії True Aviation, що відбулася 9 березня 2016 року поблизу міста Кокс-Базар у Бангладеш. За повідомленнями ЗМІ, літак впав у море. На борту літака знаходилось 4 члени екіпажу. Всі четверо — громадяни України, двоє з яких загинули, 2 знаходяться у критичному стані. Згодом, за інформацією МЗС України, посилаючись на дані посольства України в Індії, повідомлено про смерть трьох українських пілотів. Один все ще знаходиться у критичному стані в місцевій лікарні.
Літак використовувався для транспортування креветок між містами Кокс-Базар та Джессор-Садар.

## Екіпаж та жертви
| Країна  | Екіпаж | Жертви |
| ------- | ------ | ------ |
| Україна | 4      | 3      |
| Всього  | 4      | 3      |